# Cacomisthus niger
Cacomisthus niger là một loài tò vò trong họ Ichneumonidae.